# El hombre de arena (película)
El hombre de arena es una película española dirigida por José Manuel González-Berbel.

## Argumento
La historia se desarrolla a finales de los años 60 en el Hospital Psiquiátrico de Mérida. Allí surgirá una historia de amor entre Mateo (Hugo Silva), idealista trotamundos y Lola (María Valverde), una chica maltratada desde niña.

## Comentarios
Rodada entre Madrid, Mérida y Salvaleón (Badajoz).